# Urrea de Gaén
Urrea de Gaén ist eine Gemeinde (municipio) mit 440 Einwohnern (Stand: 2024) im Bezirk Bajo Martín der Provinz Teruel der Autonomen Region Aragonien in Spanien.  Es ist die kleinste Gemeinde der für seine Trommelprozessionen in der Karwoche (Semana Santa) bekannten Ruta del Tambor y el Bombo.

## Semana Santa

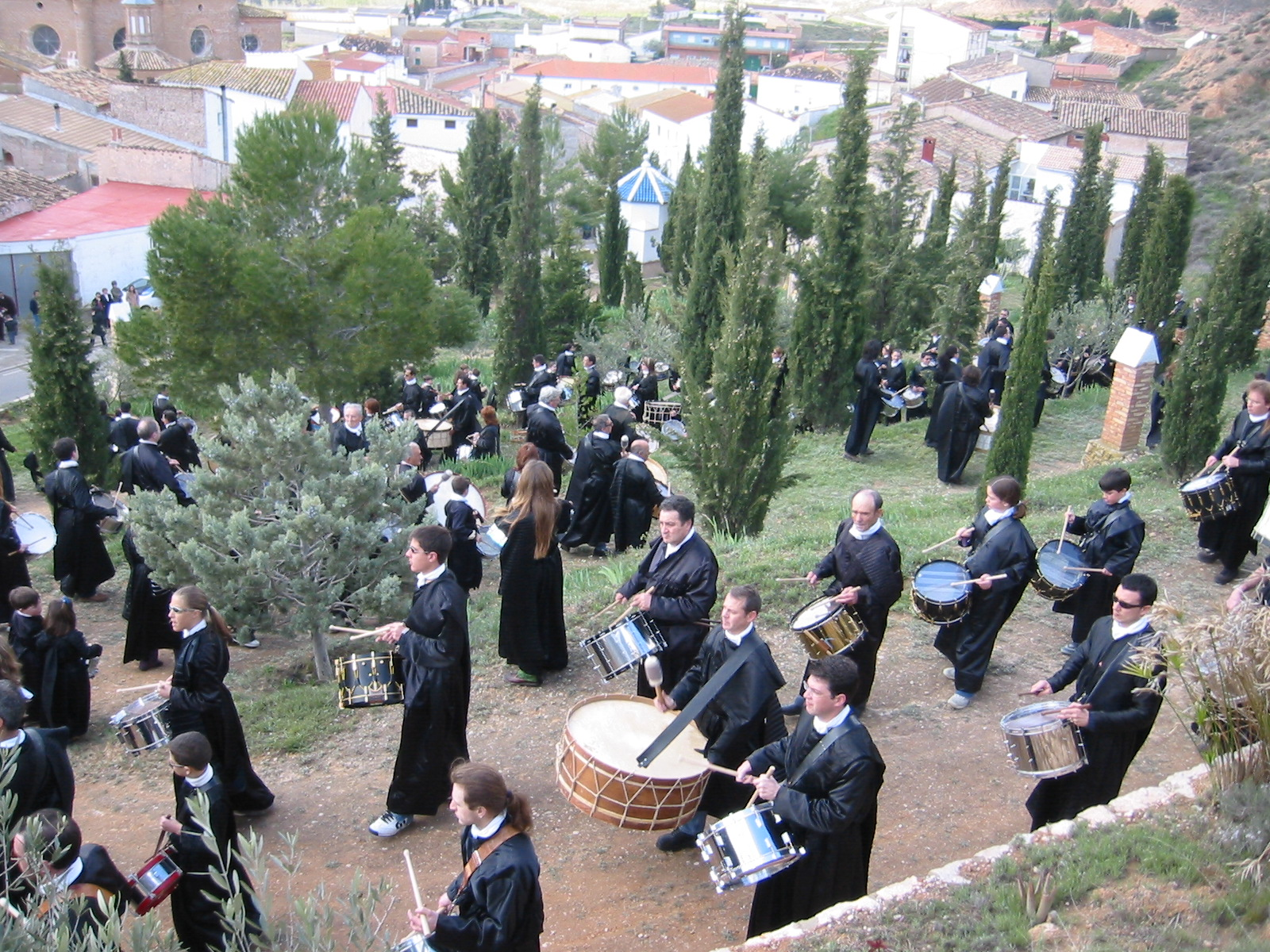
Prozession um den Kalvarienberg in Urrea

Die Semana Santa in Urrea de Gaén ist im Vergleich zu anderen Orten der Ruta del Tambor (Alcañiz oder Calanda) ruhiger und getragener. Die wichtigsten Ereignisse in der Karwoche sind das um Mitternacht zwischen Gründonnerstag und Karfreitag erfolgende Romper la hora (die Stunde zerschlagen) und die anschließenden Prozessionen. Von diesem Moment an bis zum Karsamstag um 20 Uhr wird durchgehend von großen Gruppen getrommelt. Die wichtigsten Prozessionen sind ab 0:30 Uhr am Karfreitag die Rosenkranzprozession um die Ereignisse der Gefangennahme Jesu am Ölberg und am Abend desselben Tages um 21 Uhr die Prozession zur Beerdigung Jesu. Am Karsamstag wird um 11 Uhr eine Prozession zum so genannten Kalvarienberg abgehalten.

## Infrastruktur
Urrea de Gaén verfügt über kein Hotel. Die nächsten Übernachtungsmöglichkeiten befinden sich in den Nachbargemeinden Híjar, Albalate del Arzobispo und La Puebla de Híjar. Im Ort gibt es zwei Kneipen, zwei Fleischereien, eine Bäckerei, ein Elektrowarengeschäft, einen Friseursalon, ein Bekleidungsgeschäft (mit Tuniken für die Semana Santa), eine Apotheke, einen Getränkemarkt und eine Bankfiliale.

## Sehenswürdigkeiten
- Archäologische Überreste einer römischen Villa
- Archäologische Überreste eines iberischen Dorfes
- Das Rathaus aus dem 18. Jahrhundert
- Die Petrus-Märtyrer-Kirche aus dem 18. Jahrhundert
- Der San-Roque-Bogen aus dem 17. Jahrhundert und der Virgen de Arcos-Bogen aus dem 18. Jahrhundert
- Die Einsiedelei Santa Bárbara aus dem 18. Jahrhundert

## Söhne und Töchter der Stadt
Urrea de Gaén ist Geburtsort des Arztes, Philosophen und Schriftstellers Pedro Laín Entralgo, der dort 1908 zur Welt kam. Er war Präsident der Real Academia de la Lengua Española. Sein Geburtshaus befindet sich an der zentralen Plaza de España.
Auch der carlistische General Juan Cabañero y Esponera wurde hier geboren. Er ist vor allem als Kommandant eines gescheiterten Angriffs auf Saragossa am 5. März 1838 bekannt, in dessen Andenken noch heute das Volksfest der Cincomarzada in der aragonischen Hauptstadt gefeiert wird.